# Unearthed
Unearthed – pierwszy albumem skomponowanym przez E.S. Posthumus w styczniu 2001 roku. Był dostępny na stronie CD Baby, gdzie stał się trzecim najlepszym bestsellerem w historii strony.
Lista utworów
1. Antissa – 5:12
2. Tikal – 3:47
3. Harappa – 4:36
4. Ulaid – 5:10
5. Ebla – 6:09
6. Nara – 4:51
7. Cuzco – 4:02
8. Nineveh – 3:42
9. Leptis Magna – 3:28
10. Menouthis – 3:56
11. Estremoz – 5:06
12. Pompeii – 3:40
13. Isfahan – 4:35

Założeniem było, aby każdy z trzynastu utworów został nazwany na cześć zniszczonego lub opuszczonego starożytnego miasta. Jednak Cuzco, Nara, Isfahan oraz Estremoz nadal istnieją.
Media
Wiele utworów z Unearthed zostało później użyte w różnego rodzaju zapowiedziach filmów lub programów telewizyjnych.
- Utwór "Nara" można odnaleźć w czołówce słynnego serialu kryminalistycznego "Dowody zbrodni".
- "Ebla" został użyty w głównym menu gry z 2008 roku "Ferrari Challenge: Trofeo Pirelli".

Poniższa lista pokazuje dokładny spis utworów użytych w zapowiedziach filmów, seriali oraz gier:
| 2001 | Planeta Małp                            | "Menouthis" oraz "Pompeii"  |
| 2001 | Zawód: Szpieg                           | "Pompeii"                   |
| 2001 | Afera naszyjnikowa                      | "Harappa"                   |
| 2002 | Antwone Fisher                          | "Nara"                      |
| 2002 | Raport mniejszości                      | "Tikal"                     |
| 2002 | Spider-Man                              | "Pompeii" oraz "Nineveh"    |
| 2002 | Rekrut                                  | "Menouthis"                 |
| 2002 | Wehikuł czasu                           | "Tikal"                     |
| 2002 | Źródło młodości                         | "Cuzco"                     |
| 2002 | Władca Pierścieni: Dwie wieże           | "Nara"                      |
| 2002 | Niewierna                               | "Nara"                      |
| 2002 | xXx                                     | "Harappa" and "Tikal"       |
| 2003 | Tomb Raider: The Angel of Darkness      | "Nara"                      |
| 2003 | Dowody zbrodni                          | "Nara"                      |
| 2003 | Daredevil                               | "Leptis Magna" oraz "Tikal" |
| 2003 | Lara Croft Tomb Raider: Kolebka życia   | "Menouthis"                 |
| 2003 | Piraci z Karaibów: Klątwa Czarnej Perły | "Tikal"                     |
| 2003 | Matrix Reaktywacja                      | "Ebla"                      |
| 2004 | Kobieta-Kot                             | "Pompeii"                   |
| 2004 | Skarb narodów                           | "Menouthis" oraz "Nara"     |
| 2004 | Ekipa Ameryka: Policjanci z jajami      | "Harappa" oraz "Tikal"      |
| 2004 | Rozrachunek                             | "Nara"                      |
| 2004 | Vanity Fair. Targowisko próżności       | "Nara"                      |
| 2005 | Podwójna gra                            | "Nineveh"                   |
| 2005 | xXx 2: Następny poziom                  | "Harappa"                   |
| 2006 | Cesarzowa                               | "Pompeii"                   |
| 2006 | Rozstania i powroty                     | "Nara"                      |
| 2006 | Ostatni król Szkocji                    | "Tikal"                     |
| 2007 | Partition                               | "Nara"                      |
| 2007 | Piraci z Karaibów: Na krańcu świata     | "Nineveh"                   |
| 2007 | The Irony of Fate 2                     | "Nara"                      |
| 2008 | Kochanice króla                         | "Nara"                      |